# Происхождение Луны

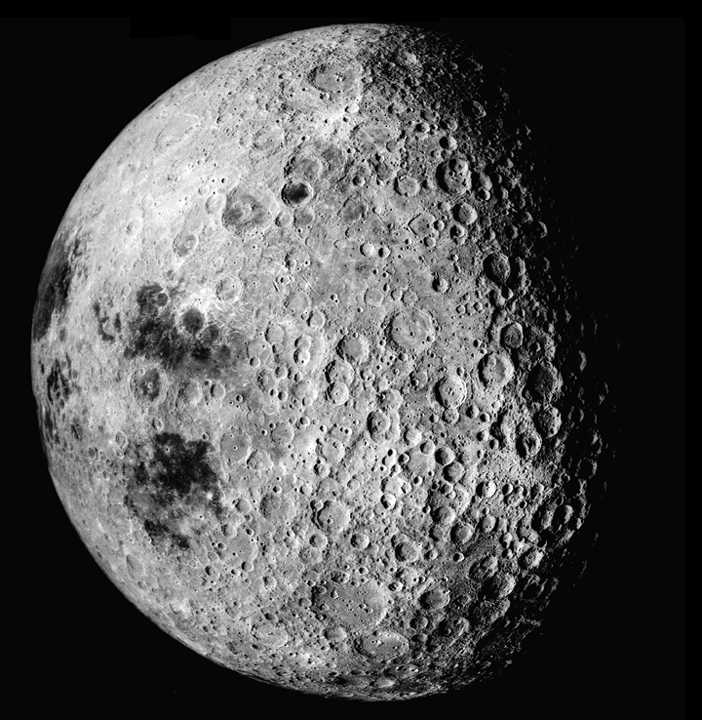
Луна

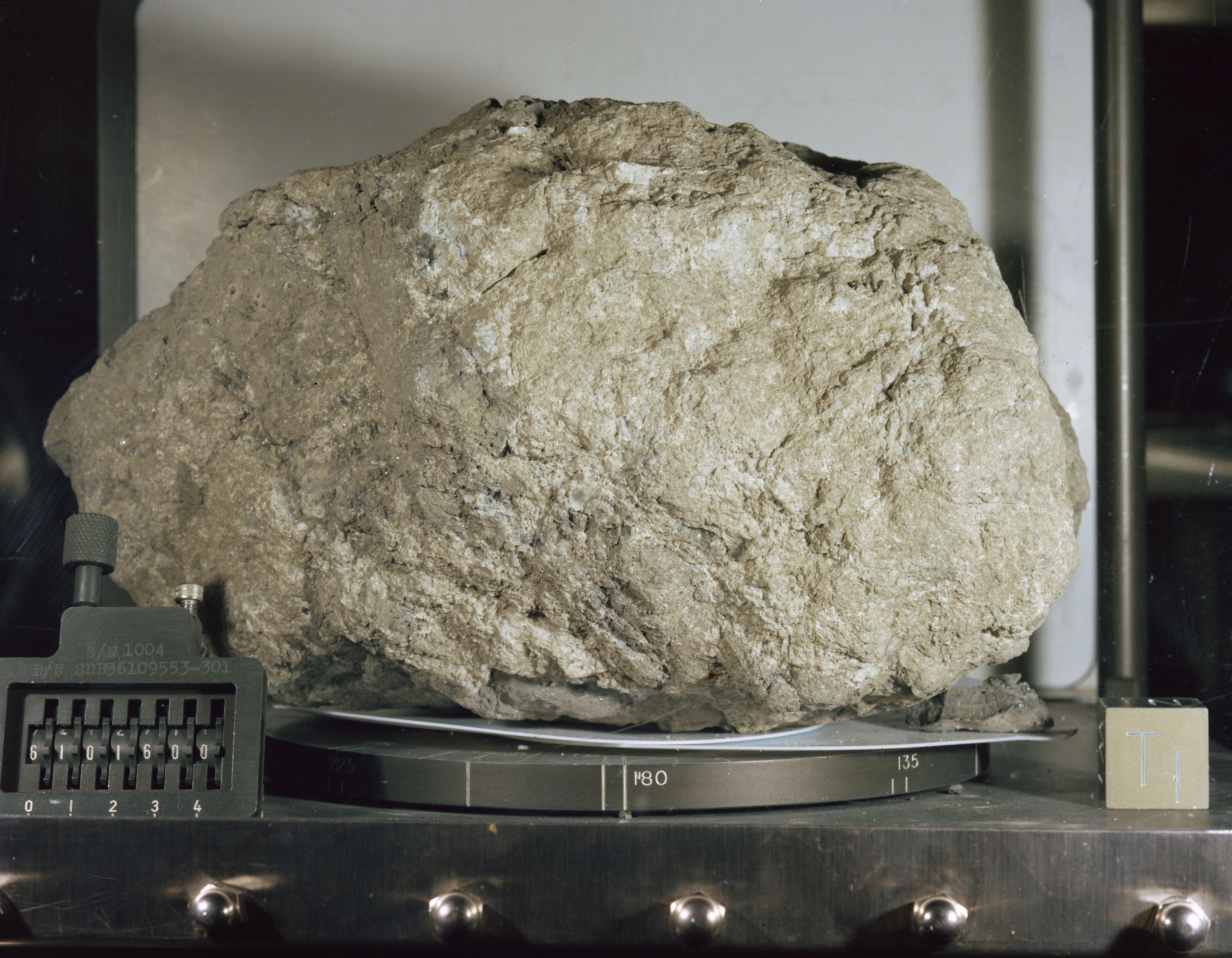
Лунный камень 61016, более известный как

Существует три группы взаимоисключающих предположений о происхождении Луны:
1. Совместное образование Земли и Луны из одного протопланетного облака;
2. Захват уже сформированной Луны Землёй;
3. Образование Луны в результате гигантского столкновения.

Указанные предположения порождены сочетанием общих свойств и существенных различий в строении Луны и Земли.
По современным данным, во многих отношениях Луна отличается от Земли, и в первую очередь химическим составом (который точно неизвестен, хотя в приполярных областях Луны обнаружены заметные запасы льда), а также малым содержанием летучих элементов и соединений. Анализ лунных пород даёт основание полагать, что Луна подверглась полному расплавлению, в отличие от Земли. Плотность Луны сравнима с плотностью земной мантии, но у неё очень маленькое железоникелевое ядро.
При этом обнаружено и большое сходство Земли и Луны. Радиоизотопный анализ показывает, что оба небесных тела имеют примерно одинаковый возраст: около 4,5 миллиардов лет. Соотношение стабильных изотопов кислорода на Луне и на Земле совпадает, в то же время сильно отличаясь от такого соотношения у всех известных метеоритов. Это свидетельствует о том, что Земля и Луна образовались по соседству — из вещества, находившегося на одинаковом расстоянии от Солнца в протопланетном облаке.

## Исторические взгляды на происхождение Луны
Луна своим видом и фактом существования всегда изумляла человечество. В древности многие народы поклонялись Луне как божеству. Древние греки, возможно, первыми стали изучать Луну, используя научный подход. В третьем веке до н. э. Аристарх Самосский, наблюдая земную тень на Луне во время лунных затмений, оценил расстояние до Луны в шестьдесят радиусов Земли (замечательный результат: по современным данным, радиус лунной орбиты меняется в пределах от 55 до 63 земных радиусов). Плутарх предполагал, что на Луне могут жить люди — селениты. Считалось, что тёмные пятна на Луне — это моря, а светлые места — суша.
В 1609 году Галилео Галилей обнаружил на Луне горы и кратеры, разглядев в телескоп отбрасываемые ими тени. На основании своих наблюдений Галилей пришёл к выводу, что Луна является каменистым телом, как и Земля. С тех пор над загадкой образования Луны размышляли многие поколения учёных, начиная с Иммануила Канта и Рене Декарта. С начала семнадцатого века и до середины двадцатого было выдвинуто несколько основных гипотез, которые имели своих сторонников и свои взлёты популярности.
Первую научную теорию возникновения Луны выдвинул в 1878 году британский астроном Джордж Говард Дарвин. Согласно этой теории, Луна отделилась от Земли в виде магматического сгустка под действием центробежных сил. Альтернативная «теория захвата» предполагала существование Луны как отдельной планетезимали, захваченной гравитационным полем Земли. Теория совместного формирования предполагает одновременное формирование Земли и Луны из единого массива мелких обломков породы. Анализ грунта, доставленного миссией Аполлон, показал, что лунный грунт по составу значительно отличается от земного. Кроме того, современные компьютерные модели показали нереальность отделения от Земли массивного тела под действием центробежных сил. Таким образом, ни одна из трёх первоначальных теорий не выдерживает критики (см. также «Гипотезы происхождения Луны» ниже ).
Новая эра в изучении Луны началась в 1960-х годах, с полётов к Луне советских автоматических станций и американских «Аполлонов». Появилась новая наука — селенология. На Землю были доставлены образцы лунных пород, которые дали богатый материал для размышлений и переоценки старых идей.

## Возникновение Солнечной системы
Возникновение Солнечной системы началось с гравитационного сжатия газопылевого облака, в центре которого сформировалось самое массивное тело — Солнце. Вещество протопланетного диска собралось в небольшие планетезимали, которые сталкивались между собой и образовывали планеты. Часть планетезималей была выброшена из внутренних областей в пояс Койпера и в облако Оорта.

## Общее и особенное в свойствах Луны и Земли, а также системы «Земля — Луна»
| Тело     | Плотность г/см3 |
| -------- | --------------- |
| Меркурий | 5,4             |
| Венера   | 5,2             |
| Земля    | 5,5             |
| Луна     | 3,3             |

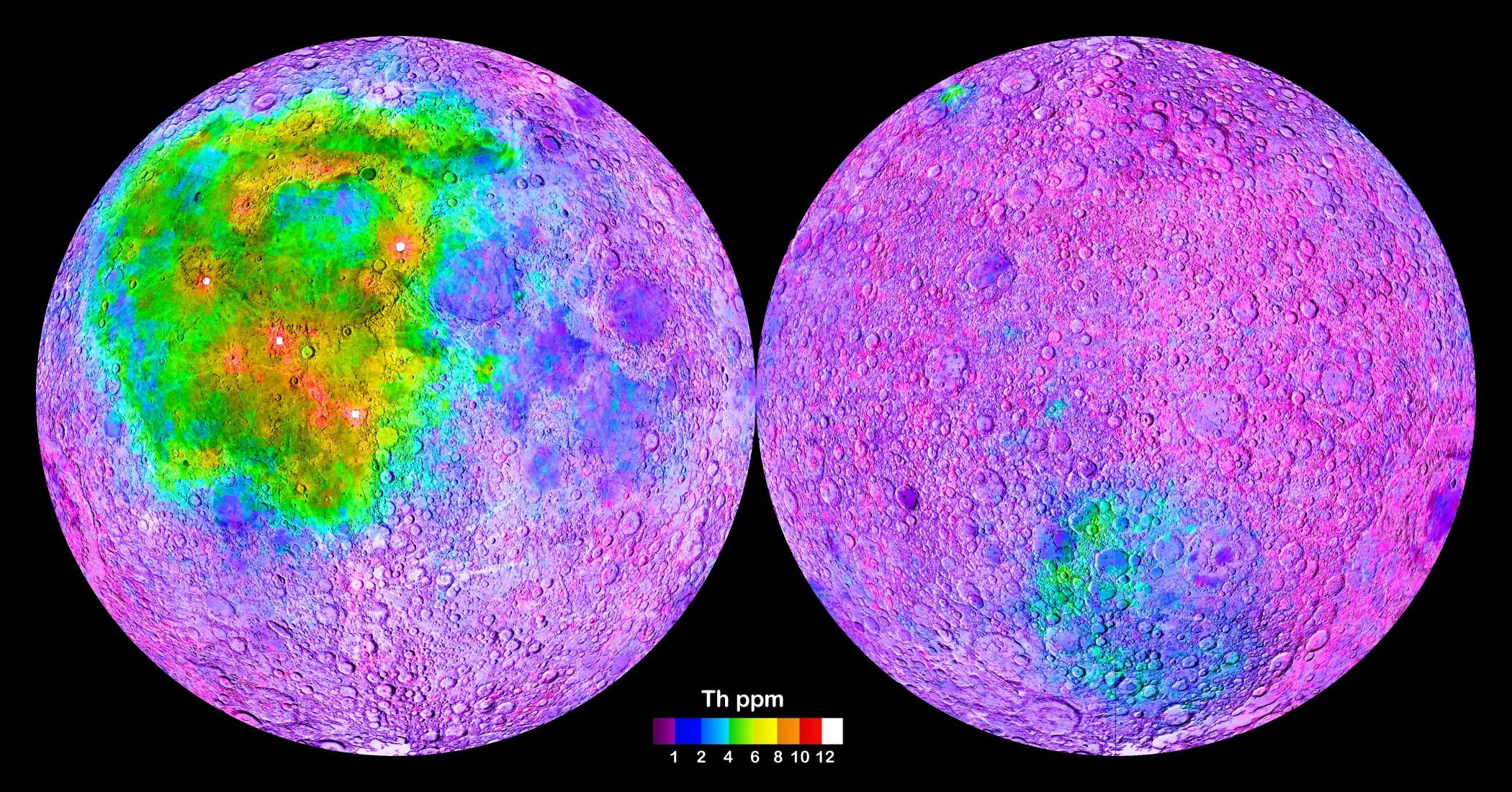
Концентрация тория на Луне
(по данным миссии «Лунного геолога»)

Любая рассматриваемая гипотеза образования Луны должна не только соответствовать физическим законам, но и объяснять следующие обстоятельства:
1. Средняя плотность Луны составляет 3,3 г/см³, значительно уступая средней плотности Земли — 5,5 г/см³. Причина — у Луны очень маленькое железо-никелевое ядро — оно составляет всего 2—3 % от общей массы спутника (по данным миссии NASA «Lunar Prospector»). Металлическое ядро Земли составляет около 30 % массы планеты
2. Луна, по сравнению с Землёй, имеет весьма низкое содержание легколетучих элементов, таких, как водород, азот, фтор, инертные газы. И напротив, на Луне наблюдается некоторый излишек относительно тугоплавких элементов, например, титана, урана и тория
3. Породы лунной коры и породы земной коры и мантии практически идентичны по соотношению стабильных изотопов кислорода 16O, 17O, 18O (это соотношение иногда называют «кислородной подписью»). Для сравнения, метеориты из разных частей Солнечной системы (в том числе и т. н. марсианские метеориты) имеют совершенно другие соотношения изотопов кислорода. Такая идентичность свидетельствует о том, что Земля и Луна (или, как минимум, поверхность Луны) сформировались из одного слоя планетезималей — на одинаковом расстоянии от Солнца
4. Луна имеет мощную прочную кору толщиной в 60—80 километров (в несколько раз толще земной коры), образованную из анортозитовых пород — продуктов плавления лунной мантии. Поэтому полагают, что Луна когда-то была нагрета до полного расплавления. Земля, как считается, никогда не была полностью расплавленной
5. Луна и Земля примечательны самым большим в Солнечной системе отношением массы спутника к массе планеты — 1:81 (выше — только у Харона и Плутона, но последний уже не считается планетой, и ряда меньших объектов)
6. Система «Земля—Луна» обладает необычно высоким угловым моментом импульса (уступая, опять же, только системе «Плутон—Харон»)
7. Плоскость орбиты Луны (наклон 5° к эклиптике) не совпадает с экваториальной плоскостью Земли (наклон 23,5° к эклиптике)

## Гипотезы происхождения Луны
На основании этого были выдвинуты следующие гипотезы:
1. Гипотеза центробежного разделения: от быстро вращающейся протоземли под действием центробежных сил отделился кусок вещества, из которого затем образовалась Луна.
2. Гипотеза захвата: Земля и Луна образовались независимо, в разных частях Солнечной системы. Когда Луна проходила близко к земной орбите, она была захвачена гравитационным полем Земли и стала её спутником.
3. Гипотеза совместного образования: Земля и Луна образовались одновременно, в непосредственной близости друг от друга.
4. Гипотеза испарения: из расплавленной протоземли были выпарены в пространство значительные массы вещества, которые затем остыли, сконденсировались на орбите и образовали протолуну.
5. Гипотеза многих лун: несколько маленьких лун были захвачены гравитацией Земли, затем они столкнулись друг с другом, разрушились, и из их обломков образовалась нынешняя Луна.
6. Гипотеза столкновения: протоземля столкнулась с другим небесным телом, а из выброшенного при столкновении вещества образовалась Луна
7. Взрыв природного ядерного реактора. Природный ядерный реактор перешёл в критический режим, взорвался и выбросил с Земли вещество, достаточное для образования Луны. Если этот реактор располагался вблизи границы между мантией и ядром и неподалёку от экватора, то значительное количество горных пород Земли оказалось бы на экваториальной орбите[5].

## Рассмотрение гипотез
До полётов «Аполлонов» основными в научном мире считались три гипотезы образования Луны: центробежного отделения, захвата, совместной аккреции. В англоязычной литературе их называют «Большой тройкой» (англ. The Big Three).

### Гипотеза центробежного отделения
Гипотезу отделения Луны от Земли впервые выдвинул Джордж Дарвин, сын знаменитого Чарльза Дарвина, в 1878 году. Он предположил, что Земля, после образования, вращалась с очень высокой скоростью. Под действием центробежных сил планета стала настолько вытянутой по экватору, что от неё оторвался крупный кусок вещества (возможно, этому способствовали приливные силы Солнца). Из этого вещества впоследствии образовалась Луна. Эту гипотезу поддержал в 1882 году геолог Осмонд Фишер: по его мнению, бассейн Тихого океана образовался именно на том месте, где оторвалась от Земли будущая Луна. Гипотеза Дарвина — Фишера приобрела большую популярность и оставалась общепринятой в начале XX века.
Соображения за и против
Отрыв вещества от чрезмерно растянутого экваториального выступа хорошо объясняет имеющийся размер Луны. Этой гипотезе хорошо соответствует и меньшая плотность Луны, поскольку она соответствует плотности земной мантии. Современные данные подтверждают и факт более быстрого вращения Земли в далёком прошлом (см. приливное ускорение Луны). Однако требуемая для центробежного отрыва скорость вращения чрезмерно велика (один оборот Земли за 1-2 часа). Момент импульса вращения Земли в таком случае должен был в 3-4 раза превышать нынешний момент импульса системы Земля — Луна (который и без того необычно высок). Появление у образовавшейся Земли такого момента импульса вращения невозможно объяснить, как невозможно объяснить и его последующее исчезновение.
Более низкое, чем у Земли, содержание летучих элементов в лунном веществе не вписывается в данную гипотезу. К тому же современная теория тектоники литосферных плит считает, что тихоокеанский бассейн в его нынешнем виде существует всего около 70 миллионов лет, и никак не мог образоваться при отрыве мантии от Земли.

### Гипотеза захвата
Гипотезу захвата первым выдвинул в 1909 году американский астроном Томас Джефферсон Джексон Си (Thomas Jefferson Jackson See). По этой гипотезе, Луна образовалась как независимая планета где-то в Солнечной системе, а затем в результате неких пертурбаций перешла на эллиптическую орбиту, пересекающуюся с орбитой Земли. При очередном сближении с Землёй Луна была захвачена гравитацией Земли и стала её спутником.
Соображения за и против
За:

Земля и Луна в масштабе (500 км на пиксель)

- Легенды ряда народов Земли, в частности, догонов, говорят о временах, когда Луны на небе ещё не было, и о появлении на небе нового светила (Луны).
- При подготовке к отправке спускаемой автоматической станции на Луну в ОКБ С. П. Королёва пришлось решать вопрос о её происхождении. Если считать, что Луна вращается вокруг Земли миллиарды лет и, поскольку у неё нет плотной атмосферы, на её поверхности должен был скопиться многометровый слой опадающей из космоса пыли, в котором при посадке утонула бы станция, сконструированная для посадки на твёрдый грунт. В ОКБ разгорелись споры и появилось два подхода к созданию спускаемой части станции. Первый предполагал слой лунной пыли на поверхности и разработку средств посадки и передвижения по такому слою (например, пылевые катера). Второй — что Луна была захвачена Землёй сравнительно недавно и поэтому поверхность Луны, соответственно, твёрдая, на что и можно рассчитывать при посадке. Поскольку не было подтверждённых научных данных, ни один подход не мог взять верх, а учесть оба по техническим причинам было невозможно. Известно, что в этих условиях С. П. Королёв принял волевое решение считать поверхность Луны твёрдой и рассчитывать станцию соответственно:

Следует рассчитывать на достаточно твёрдый грунт типа пемзы

Против:
- Захват Луны земной гравитацией мог бы хорошо объяснить высокий момент импульса системы Земля — Луна. Но результаты моделирования показывают, что вероятность захвата Землёй пролетающего тела с массой Луны ничтожно мала. Гораздо более вероятно, что пролетающая планета столкнулась бы с Землёй или наоборот, была бы отброшена гравитацией Земли далеко за пределы земной орбиты. Вариант с возможным захватом требует прохождения Луны на расстоянии меньше предела Роша, то есть Луна, возможно, была бы разорвана действием приливных сил.

- Если бы захват всё-таки произошёл, то Луна, скорее всего, обращалась бы вокруг Земли в противоположном (ретроградном) направлении (как это наблюдается у захваченных лун Юпитера), и по сильно вытянутой эллиптической орбите.

- Малая плотность Луны и отсутствие у неё железного ядра могут быть объяснены, если предположить, что Луна образовалась за пределами зоны планет земной группы (Меркурий, Венера, Земля, Марс). Но тогда невозможно объяснить дефицит летучих элементов, которые есть в изобилии в зоне планет-гигантов. Трудно найти в Солнечной системе подходящую область с меньшим содержанием и того, и другого.

- Идентичность соотношения изотопов кислорода на Луне и на Земле совершенно не вписывается в данную гипотезу.

Свою версию гипотезы захвата — с разрушением захваченной планеты приливными силами Земли — предложили в 1989 году Олег Сорохтин и Сергей Ушаков. По их теории, планета с соседней орбиты, названная Протолуной, была захвачена Землёй и перешла на околоземную орбиту. Поскольку новый спутник обращался быстрее вращения планеты, интенсивные приливные силы притягивали его к Земле (одновременно «раскручивая» Землю). Наконец, новообретённый спутник приблизился на расстояние предела Роша и начал разрушаться. Вещество с Протолуны по спирали устремилось к Земле. Затем спутник был практически разорван, его железное ядро упало на Землю, а значительная часть вещества коры осталась на орбите. Из этих обломков начала образовываться Луна, обретая сферическую форму и удаляясь от Земли.
Последнее место гипотезы выглядит слабым: почему Луна стала удаляться от Земли, если до этого Протолуна обращалась быстрее периода вращения Земли и приливные силы Земли тормозили её, приближая к Земле? Неясно также, почему на Землю упало именно железное ядро, а не вещество коры. И наконец, сама возможность столь удачного и «плавного» захвата соседней планеты по-прежнему выглядит крайне маловероятной.

### Гипотеза совместного формирования (совместной аккреции)
Впервые подобную гипотезу представил Иммануил Кант в труде по космогонии, в 1755 году. Он предположил, что все небесные тела появились в результате сжатия пылевого облака, а Луна и Земля сформировались вместе, из одного пылевого сгустка: сначала Земля, потом, из оставшегося вещества, Луна. Большим сторонником гипотезы совместной аккреции был знаменитый астроном Эдуард Рош. В Советском Союзе гипотезу коаккреции активно разрабатывала школа Отто Шмидта (Виктор Сафронов, Евгения Рускол и др.). До 1970-х годов гипотеза совместной аккреции считалась наиболее проработанной.
Гипотеза предполагает, что Земля и Луна просто «выросли» на одной орбите как двойная планета, из первоначального протопланетного роя твёрдых частиц. Первой начала формироваться прото-Земля. Когда она набрала достаточную массу, частицы из протопланетного роя захватывались её притяжением и начинали вращаться вокруг зародыша планеты по самостоятельным эллиптическим орбитам. Из этих частиц образовался собственный околопланетный рой. Частицы роя сталкивались между собой, некоторые теряли скорость и падали на прото-Землю. Орбиты других усреднялись между собой — рой приобретал орбиту, близкую к круговой. Затем из этого роя начали формироваться зародыши будущего спутника, Луны.
Соображения за и против
Если Земля и Луна формировались в непосредственной близости, то идентичность кислородно-изотопного соотношения легко объясняется. Но тогда совершенно непонятными становятся различие в плотности двух тел, а также дефицит железа и летучих элементов на Луне.
По словам Уильяма Хартмана, «трудно представить, что два небесных тела вырастают рядом из одного орбитального слоя вещества, но при этом одно из них забирает всё железо, а второе остаётся практически без него».
Сторонники гипотезы объясняют это тем, что куски вещества роя при столкновениях дробились, затем тяжёлые железные частицы выпадали на Землю, а силикатная пыль оставалась на орбите. Такое объяснение вряд ли можно признать удовлетворительным: для этого практически все частицы роя должны были предварительно разрушиться до состояния пыли.
Сходным образом в этой гипотезе объясняется и дефицит летучих веществ — они испарялись при столкновениях и дроблениях частиц роя. Но для этого частицам пришлось бы сталкиваться на высоких относительных скоростях, а ведь они все, как предполагается, обращались в одном направлении. Притом, аналогичный процесс должен был бы происходить и при формировании Земли и других планет земной группы, но результатов этого не наблюдается.
Эта гипотеза также не смогла дать вразумительного объяснения ни большому моменту импульса системы Земля — Луна, ни наклону лунной орбиты в 5° к плоскости земной орбиты.

### Гипотеза испарения
В 1955 году Эрнст Юлиус Эпик выдвинул гипотезу, частично соединяющую гипотезы центробежного разделения и совместного образования. По его версии, прото-Земля, окружённая кольцом бомбардировавших её каменных частиц, от постоянных ударов разогрелась до высокой температуры — около 2000 °C. Значительные массы вещества были выпарены назад, в околоземное пространство. Солнечный ветер сдул летучие элементы, а более тяжёлые компоненты сконденсировались и соединились с материалом вращающихся колец, которые затем слились в один большой кусок вещества — Луну. Если нагревание Земли произошло на поздней стадии её формирования, то к этому времени тяжёлые железные породы уже опустились в ядро, а содержание железа в поверхностных слоях Земли было значительно меньше первоначального.
Соображения за и против
Гипотеза испарения очень хорошо объясняет данные о химическом составе Луны, но не может разрешить ни проблему высокого углового момента импульса, ни проблему наклона лунной орбиты. Геологические данные также не подтверждают столь сильный разогрев Земли на стадии формирования: состав пород земной коры свидетельствует, что Земля никогда не была полностью расплавленной.

### Гипотеза многих лун
Гипотезу образования одной большой Луны из нескольких спутников представили в 1960-х годах Томас Голд и Гордон Макдональд. Их основная идея состояла в том, что Земле гораздо проще было бы захватить по отдельности несколько пролетавших мимо небольших небесных тел, чем одно крупное. Если Земля «поймала» от шести до десяти мелких лун, то их орбиты в дальнейшем могли изменяться приливными силами. На протяжении примерно миллиарда лет луны могли сталкиваться друг с другом, а из их обломков сформировалась бы Луна.
Соображения за и против
Неправдоподобно выглядит сама возможность захвата Землёй большого количества спутников с их последующим разрушением. Марс имеет два небольших спутника (Фобос и Деймос), которые до сих пор сосуществуют на околомарсианских орбитах. Венера, масса которой близка к земной, вообще не имеет спутников, как и Меркурий.
Эта гипотеза также не объясняет идентичность изотопно-кислородного состава Луны и Земли.

### Гипотеза столкновения

Столкновение Тейи с Землёй, в результате которого, как предполагается, возникла Луна

Гипотеза столкновения была предложена Уильямом Хартманом и Дональдом Дэвисом (Donald R. Davis) в 1975 году. По их предположению, протопланета (её назвали Тейя) размером примерно с Марс столкнулась с прото-Землёй на ранней стадии её формирования, когда наша планета имела примерно 90 % нынешней массы. Удар пришёлся не по центру, а под углом (почти по касательной). В результате большая часть вещества ударившегося объекта и часть вещества земной мантии были выброшены на околоземную орбиту. Из этих обломков собралась прото-Луна и начала обращаться по орбите с радиусом около 60 000 км. Земля в результате удара получила резкий прирост скорости вращения (один оборот за 5 часов) и заметный наклон оси вращения.
Соображения за и против
Гипотеза столкновения в настоящее время считается основной, поскольку она хорошо объясняет все известные факты о химическом составе и строении Луны, а также и физические параметры системы Земля — Луна. Первоначально большие сомнения вызывала возможность столь удачного соударения (косой удар, невысокая относительная скорость) такого крупного тела с Землёй. Но затем было предположено, что Тейя сформировалась на орбите Земли, в одной из точек Лагранжа системы Солнце — Земля. Такой сценарий хорошо объясняет и низкую скорость столкновения, и угол удара, и нынешнюю, почти точно круговую орбиту Земли.
- для объяснения дефицита железа на Луне приходится принимать допущение, что ко времени столкновения (4,5 млрд лет назад) и на Земле, и на Тейе уже произошла гравитационная дифференциация, то есть выделилось тяжёлое железное ядро и образовалась лёгкая силикатная мантия. Однозначных геологических подтверждений этому допущению не найдено.

### Гипотеза метеоритной бомбардировки
В 2004 году физик Николай Горькавый предположил, что Земля постепенно теряла свою массу в результате астероидной бомбардировки космическими телами размером в десятки и сотни километров. Эти столкновения забросили часть вещества мантии Земли в космическое пространство, где из него образовалась Луна. Гипотеза объясняет, откуда в лунном материале (и у полюсов Луны) вода, которая, согласно гипотезе гигантского столкновения, должна была выкипеть при мегастолкновении. Также новая гипотеза объясняет другое узкое место теории мегаимпакта: почему после столкновения с Тейей не лишилась воды и Земля, ведь она должна была разогреться до полного выкипания океанов. При ряде малых столкновений такого нагрева планеты быть не могло, и она не могла потерять основную массу воды.
Выводы Горькавого в 2013 году были поддержаны московской группой астрономов, а в 2017 году — израильскими специалистами.

## Заключение
Одной из главных целей американских лунных экспедиций 1960—1970 годов являлось нахождение доказательств одной из трёх лидировавших тогда гипотез «Большой тройки»: гипотезы центробежного отделения, захвата и совместной аккреции. Но первые же полученные данные обнаружили серьёзные противоречия со всеми тремя гипотезами. Все накопленные к настоящему моменту факты, как считается[кем?], свидетельствуют в пользу гипотезы, которой ещё не существовало во время полётов «Аполлонов» — гипотезы гигантского столкновения.
Однако, к началу 2000-х годов выяснилось, что гипотеза гигантского столкновения неудовлетворительно объясняет обеднённость Луны летучими компонентами по сравнению с Землёй, а именно не согласуется с фракционированием изотопов, которое должно происходить при испарении летучих компонентов после столкновения. Поэтому российский геохимик Э. М. Галимов предложил гипотезу формирования Земли и Луны в результате фрагментации общего протопланетного газопылевого скопления, удовлетворительную как с геохимической, так и с динамической точки зрения.